# Invasion de Rabaul
Seconde Guerre mondiale, 
Guerre du Pacifique, 
Campagne de Nouvelle-Guinée
Batailles
- Rabaul
- 1re Salamaua-Lae
- Mer de Corail
- Piste Kokoda
- Baie de Milne
- Goodenough
- Buna-Gona-Sanananda
- Lilliput
- Merauke

- Wau
- Mer de Bismarck
- I-Go
- 2e Salamaua-Lae
- Chronicle
- Monts Finisterre
- Bougainville
- Bombardement de Wewak
- Péninsule de Huon
- Nouvelle-Bretagne
- Bombardement de Rabaul

- Neutralisation de Rabaul
- Îles de l'Amirauté
- Emirau
- Take Ichi
- Nouvelle-Guinée occidentale

L'invasion de Rabaul (Opération R), aussi connue sous l'invasion de la Nouvelle-Bretagne, désigne les opérations de débarquement et d'occupation menées en janvier et février 1942 par l'empire du Japon de l'île de Nouvelle-Bretagne, à l'époque dans le territoire de Nouvelle-Guinée sous mandat australien.
Elle constitue une défaite stratégique significative des Alliés dans la guerre du Pacifique, les Japonais établissant par la suite sur l'île leur plus grosse base militaire et logistique de Nouvelle-Guinée qui gênera considérablement les communications maritimes entre les États-Unis et l'Australie.
Les combats ayant eu lieu sur l'île voisine de Nouvelle-Irlande sont aussi généralement considérés comme faisant partie de cette bataille.

## Forces en présence
La Nouvelle-Bretagne était protégée par une garnison hétéroclite de 1 400 hommes, commandée par le lieutenant-colonel John Scanlan, dont seulement 716 soldats de l'Australian Army, le reste étant composé de NGVR ou d'unités de milice. L'île était dotée d'une batterie de défense côtière et d'une batterie de défense antiaérienne.
La tâche principale de cette garnison était la protection de Vunakana, le principal aérodrome de la Royal Australian Air Force (RAAF) à proximité de Rabaul et un point d'amarrage d'hydravions situé non loin, dans la baie de Simpson. Ces sites étaient stratégiques car l'île était la base d'où partaient les avions chargés d'observer et de surveiller les mouvements japonais dans la région. Le contingent de la RAAF dispose d'une force de frappe réduite, avec seulement 10 CAC Wirraway disposant d'armement léger et quatre bombardiers légers Lockheed Hudson.
Une unité commando de 130 hommes a été détachée de la garnison principale et était chargée de la défense de l'île voisine de Nouvelle-Irlande.
La force d'assaut japonaise partie de Truk le 14 janvier 1942 est constituée de 9 000 soldats de l'Armée impériale japonaise, accompagnés et escortés par deux porte-avions, le Kaga et Akagi ainsi que de sept croiseurs, quatorze destroyers, ainsi que plusieurs sous-marins et cargos de transport.

## La bataille
Les raids aériens nippons sur Rabaul commencèrent dès le 4 janvier 1942. Le 20 janvier, un raid japonais d’envergure estimé à une centaine d'avions frappa la zone, les Australiens envoyèrent huit de leurs avions au cours d'une tentative de réplique dont 6 se virent détruits à l'issue de ces combats sans avoir infligé de dommages aux vagues d'attaques successives japonaises. Un bombardier nippon se vit cependant détruit par le feu intensif de la défense anti-aérienne.
Le lendemain, la garnison australienne avertie de l'imminence de l'invasion par un avion de reconnaissance qui a localisé l'important convoi japonais près de Kavieng, s'employa à saboter l'aérodrome après que ses quelques avions encore en état de marche se replièrent vers Lae chargés de blessés.
Le 22 janvier, une force estimée entre 3 000 et 4 000 soldats impériaux débarqua en Nouvelle-Irlande près de la ville de Kavieng sans rencontrer d'opposition, les commandos australiens en poste dans la région ayant vu leurs unités dispersées
dans divers postes d'observations. Ces derniers parvinrent malgré tout à se regrouper et engagèrent de vifs combats près de l'aérodrome de l'île dans la journée avant de définitivement se replier dans la jungle.
Le 23 janvier à l'aube, environ 5 000 Japonais débarquèrent sur 3 plages différentes à leur tour en Nouvelle-Bretagne, près de Rabaul. L'infanterie australienne en place réussit à temporairement bloquer l'avance japonaise à l'intérieur des terres mais, en sous-nombre, se vit finalement contournée. Le lieutenant-général Scanlan, après avoir perdu le contrôle de l’aérodrome de Vunakana dans les heures suivantes, ordonna une retraite générale. Les unités australiennes se divisèrent alors en petits groupes et se réfugièrent dans la jungle.
Les Australiens, les semaines suivantes, désormais sans aucun ravitaillement et qui n'étaient ni matériellement ni militairement préparés à mener des actions de guérilla, furent incités par des affiches ou des tracts japonais lâchés par avions à se rendre, alors qu'ils n'étaient à cette époque pas au courant de la brutalité des Japonais à l'égard de leurs prisonniers de guerre. Plus de 1 000 furent ainsi capturés ou se constituèrent prisonniers.
Des initiatives individuelles de civils Australiens parvinrent cependant à en évacuer environ 450 par la mer entre mars et mai 1942.

## Conséquences
À la suite de la prise du port de Rabaul, les Japonais le transformèrent en une imposante base militaire pour soutenir leurs futures opérations durant la campagne de Nouvelle-Guinée.
Environ 160 prisonniers Australiens furent massacrés sur l'île le 4 février 1942 à coups de fusil ou de baïonnettes.
Une importante partie du restant des prisonniers de la bataille de Rabaul moururent lorsqu'un sous-marin américain, l'USS Sturgeon coula au large de Luçon le 1er juillet 1942 le Montevideo Maru, navire de transport nippon dans lequel beaucoup d'entre eux se trouvaient. Parmi l'équipage de 80 japonais et les 1 000 soldats et civils pour la plupart Australiens qui se trouvaient à bord, une vingtaine de  marins japonais a survécu à ce naufrage.
Dès la fin 1943, en raison des intenses raids aériens alliés, la puissance de la base japonaise de Rabaul était déjà considérablement réduite. En décembre 1943, les Américains débarquèrent dans l'ouest de la Nouvelle-Bretagne sur Cape Gloucester et à Arawe et réduisirent encore plus le potentiel militaire de la garnison en place qui se vit progressivement isolée et cantonnée dans la péninsule de Gazelle et autour de la ville même de Rabaul. Les Américains furent remplacés par les Australiens en novembre 1944 qui continuèrent les opérations en organisant divers débarquements sur l'île jusqu'en août 1945 et à la capitulation du Japon. 69 000 soldats japonais se trouvaient alors encore sur l'île.